# Pinfari

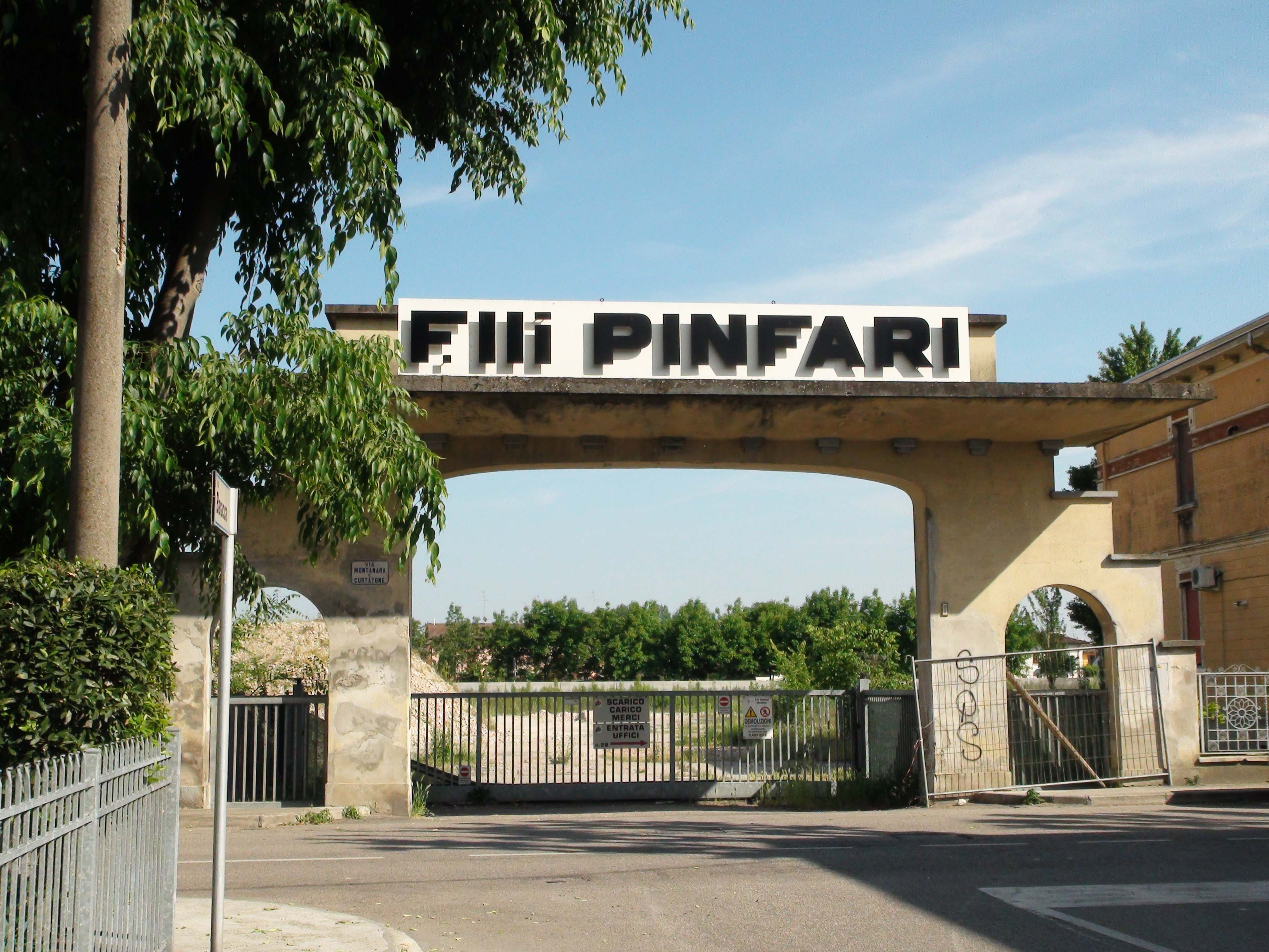
Unternehmen Pinfari Suzzara

Pinfari S.r.l. war ein Achterbahnhersteller mit Sitz in Suzzara, Italien.

## Geschichte
Das Unternehmen wurde 1926 gegründet. Anfangs noch im Automobil- und Gebäudebau tätig, folgte Anfang der 50er Jahre der Einstieg in das Achterbahngeschäft. Die erste von Pinfari gebaute Achterbahn eröffnete 1954. Sie trug den Namen „Bob-Slide“ und gehörte zum Typ Wilde Maus.
1965 veröffentlichte der Hersteller ein kompaktes, transportables Achterbahnmodell namens „Zyklon“, auch bekannt als „Galaxi Coaster“. Dieses gilt bis heute als das populärste Achterbahnmodell des Herstellers und wurde weltweit in verschiedenen Versionen und Größen knapp 100 Mal verkauft. Die bekanntesten Versionen waren Z40, Z47, Z64 und Z78. Das Z steht hier für „Zyklon“, die Zahl beschreibt die Länge der Grundfläche, d. h., bei Typ Z40 beträgt die Grundlänge ca. 40 Meter. Bei dem wohl bekanntesten Typ Z47 betrug die Grundfläche genau 47,2 × 17,2 m bei 11,2 m Bauhöhe, einer Schienenlänge von ca. 435 m und einer Kapazität von 950 Personen pro Stunde.
Eine weitere Variante des Zyklon war der sogenannte Looping Star (Looping Zyklon). Bei diesem wurde das Layout um eine Inversion (Looping) ergänzt. Diesen Zyklon gibt es ebenfalls in verschiedenen Baugrößen unter den Typenbezeichnungen ZL42, ZL50 und Z47L (L = Looping). Trotz der hohen Beliebtheit – aufgrund der guten Transportabilität, der geringen Baugröße und des geringen Preises – gelten die Fahreigenschaften des Zyklon unter Achterbahnenthusiasten oft als grob, unangenehm und „unsmooth“.
Der Hersteller verbesserte das Konzept grundlegend und brachte schließlich 1989 das modernere RC-Modell auf den Markt (RC = Roller Coaster). Dieses ermöglichte neue Layouts mit einer komplexeren Schienenbiegung, einer angenehmeren Kurvenlage, sowie höheren Geschwindigkeiten. Das RC-Modell gab es ebenfalls in verschiedenen Versionen mit verschiedenen Baugrößen, wie RC40 und RC50. Darunter gab es auch eine Version mit drei Inversionen (zwei Loopings und einen Korkenzieher) namens RC70. Die erste Bahn dieses Modells wurde im M&Ds Scotland’s Theme Park in Schottland eröffnet.
Eine weitere Variante war das Modell FC 80 (Family Coaster). Dieses beinhaltete ein längeres Layout ohne Inversionen, das eine Grundfläche von 80 × 30 m benötigte. Schließlich wurde nur eine Bahn dieses Typs gebaut, die bis 2022 unter dem Namen „Super 8er Bahn“ auf dem Wiener Wurstelprater ihre Runden drehte.
Ein weiteres bekanntes Fahrgeschäft ist der Big Apple bzw. auch Caterpillar genannt. Diese Kinderachterbahn war vor allem auf Grund der äußerst kompakten und transportablen Bauweise beliebt. Dabei handelt es sich um eine baugleiche Designkopie des Achterbahnmodells „Wacky Worm“ der Hersteller Preston und Fabbri. Zudem existierte auch eine Inverted Version des Big Apple unter dem Namen „Queen Bee“ im Vergnügungspark Button’s Pleasure Beach, England.
In den Jahren hatte der Hersteller auch diverse andere Achterbahntypen gebaut und vermarktet, darunter zum Beispiel Inverted Coaster, wie das Modell XP 48 oder XP 56 (XP = Xpress).
Insgesamt stellte das Unternehmen Pinfari ganze 183 Achterbahnen her. Heute sind weltweit noch über 80 Anlagen des Herstellers in Betrieb (Stand 2018). Im Jahr 2007 wurde die Marke „Pinfari“ und das geistige Eigentum von der „Interpark Amusements S.r.l.“ mit Sitz in Modena erworben. Diese übernahm ebenfalls die aktuelle Vermarktung und Versorgung der noch bestehenden Anlagen.

## Liste der Achterbahnen
| Name | Modell                 | Park | Land                         | Jahr                                                                 | Noch in Betrieb |
| --- | ---------------------- | --- | ---------------------------- | -------------------------------------------------------------------- | --------------- |
| Thriller                                                                                                  | RC50                   | Luneur Park | Italien                      | Unbekannt                                                            | nein            |
| Unbekannt                                                                                                 | Zyklon Z47             | Seaburn Fun Park                                                                                                 | Vereinigtes Königreich       | Unbekannt                                                            | nein            |
| Turbo | Zyklon ZL42            | Brighton Pier | Vereinigtes Königreich       | Unbekannt                                                            | ja              |
| Montañha Rusa                                                                                             | Zyklon ZL42            | Parque Trombini                                                                                                  | Brasilien                    | Unbekannt                                                            | nein            |
| Ze Ulta Fulta Express                                                                                     | Zyklon ZL42            | Fantasy Land | Indien                       | Unbekannt                                                            | nein            |
| Pepsi-Cola Loop                                                                                           | Zyklon ZL42            | Ffrith Beach Fun Parc Ocean Beach Amusement Park                                                                 | Vereinigtes Königreich       | Unbekannt 1990 bis 2007                                              | nein            |
| Looping Star                                                                                              | Zyklon ZL42            | M&Ds Scotland’s Theme Park                                                                                       | Vereinigtes Königreich       | Unbekannt                                                            | nein            |
| Zyklon | RC40                   | Funtown Pier | Vereinigte Staaten           | Unbekannt                                                            | nein            |
| Storm | RC40                   | Peter Pan’s Playground                                                                                           | Vereinigtes Königreich       | Unbekannt                                                            | nein            |
| Big Apple                                                                                                 | Big Apple MB28         | Peter Pan’s Playground                                                                                           | Vereinigtes Königreich       | Unbekannt                                                            | nein            |
| Kålmoren                                                                                                  | Big Apple (Turn Table) | Tivoli Karolinelund                                                                                              | Dänemark                     | Unbekannt                                                            | nein            |
| Brucomela                                                                                                 | Big Apple              | Luneur Park | Italien                      | Unbekannt                                                            | nein            |
| Clown Coaster                                                                                             | Circus Clown           | Chessington World of Adventures                                                                                  | Vereinigtes Königreich       | Unbekannt                                                            | nein            |
| Italian Bobs                                                                                              | Unbekannt              | Adventureland Park                                                                                               | Vereinigte Staaten           | Unbekannt                                                            | nein            |
| Treno Delle Miniere                                                                                       | Unbekannt              | Luneur Park | Italien                      | Unbekannt                                                            | nein            |
| Crazy Loop                                                                                                | Unbekannt              | Tama Tech Motopia                                                                                                | Japan                        | Unbekannt                                                            | nein            |
| Hochbahn                                                                                                  | Zyklon Z47             | Wiener Prater | Österreich                   | 1966                                                                 | nein            |
| Zyklon | Zyklon Z47             | Morey’s Piers | Vereinigte Staaten           | 1967                                                                 | nein            |
| Hells Angels                                                                                              | Unbekannt              | Casino Pier | Vereinigte Staaten           | 1967                                                                 | nein            |
| Himalaya                                                                                                  | Zyklon Z78             | Luneur Park | Italien                      | 1968                                                                 | nein            |
| Unbekannt                                                                                                 | Zyklon Z47             | Bagatelle | Frankreich                   | 1969                                                                 | nein            |
| Rakevet Harim                                                                                             | Zyklon Z47             | Luna Park Tel Aviv                                                                                               | Israel                       | 1970                                                                 | nein            |
| Cyclone                                                                                                   | Zyklon Z40             | Dreamland | Vereinigtes Königreich       | 1970                                                                 | nein            |
| Meteor Roller Coaster Formerly Supersonic Roller Coaster                                                  | Zyklon Supersonic      | Sportland Pier                                                                                                   | Vereinigte Staaten           | 1971                                                                 | nein            |
| Cyclone                                                                                                   | Zyklon Z40             | Battersea Fun Fair                                                                                               | Vereinigtes Königreich       | 1973                                                                 | nein            |
| Mouse Trap Formerly Big Coaster                                                                           | Zyklon Z64             | Wonderland Amusement Park                                                                                        | Vereinigte Staaten           | 1975                                                                 | ja              |
| Ciklon | Zyklon Z64             | Holnemvolt Park                                                                                                  | Ungarn                       | 1975                                                                 | nein            |
| Chicago Cat                                                                                               | Zyklon Z47             | Old Chicago | Vereinigte Staaten           | 1975                                                                 | nein            |
| Flying Dutchman                                                                                           | Zyklon Z78             | Dorney Park | Vereinigte Staaten           | 1977                                                                 | nein            |
| Zyklon | Zyklon Z47             | Western Fair | Kanada                       | 1976                                                                 | nein            |
| Valle degli Gnomi                                                                                         | Unbekannt              | Fiabilandia | Italien                      | 1976                                                                 | ja              |
| Masken | Big Apple MB28         | Parken Zoo | Schweden                     | 1977                                                                 | ja              |
| Wildcat                                                                                                   | Zyklon Z40             | Southport Pleasureland                                                                                           | Vereinigtes Königreich       | 1978                                                                 | ja              |
| Hochbahn                                                                                                  | Zyklon Z47             | Wiener Prater | Österreich                   | 1979                                                                 | nein            |
| Zyklon | Unbekannt              | Funtrackers | Vereinigte Staaten           | 1979                                                                 | nein            |
| Jet Stream                                                                                                | Zyklon Z64             | Ocean Beach Amusement Park Belle Vue Park Battersea Fun Fair                                                     | Vereinigtes Königreich       | 1980 1975 bis 1977 1974                                              | nein            |
| Zyklon | Zyklon Z40             | Jolly Roger at the Pier                                                                                          | Vereinigte Staaten           | 1981                                                                 | nein            |
| Big Apple                                                                                                 | Big Apple (Turn Table) | Luna Park | Vereinigte Staaten           | 1981                                                                 | nein            |
| Big Apple                                                                                                 | Big Apple MB28         | Southport Pleasureland                                                                                           | Vereinigtes Königreich       | 1982                                                                 | nein            |
| Beastie Formerly Dragon Formerly Mini Dragon                                                              | Super Dragon MD31      | Alton Towers | Vereinigtes Königreich       | 1983                                                                 | nein            |
| Zyklon | Unbekannt              | Lakeview Park | Vereinigte Staaten           | 1983                                                                 | nein            |
| Le Grand Huit Formerly Grand 8                                                                            | Zyklon Z47             | Walibi Rhône-Alpes Walibi Belgium                                                                                | Frankreich                   | 1984 1975 bis 1983                                                   | nein            |
| Python Looping Coaster                                                                                    | Zyklon ZL42            | Drayton Manor | Vereinigtes Königreich       | 1984                                                                 | nein            |
| Circus Clown                                                                                              | Circus Clown           | Southport Pleasureland                                                                                           | Vereinigtes Königreich       | 1984                                                                 | nein            |
| HurryCane Roller Coaster                                                                                  | Unbekannt              | Riverview Park & Waterworld                                                                                      | Vereinigte Staaten           | 1984                                                                 | nein            |
| Looping                                                                                                   | preZyklon TL59         | Hili Fun City | Vereinigte Arabische Emirate | 1985                                                                 | Noch im Bau     |
| Looping Bahn                                                                                              | Zyklon ZL42            | Wiener Prater | Österreich                   | 1985                                                                 | nein            |
| Orkanens Øje                                                                                              | Zyklon ZL42            | Tivoli Friheden                                                                                                  | Dänemark                     | 1986                                                                 | ja              |
| Montanha Russa                                                                                            | Zyklon Z40             | Bracalãndia Feira Popular de Lisboa                                                                              | Portugal                     | 1986 Unknown                                                         | nein            |
| Big Apple                                                                                                 | Big Apple MB28         | Dreamland | Vereinigtes Königreich       | 1986                                                                 | nein            |
| Ciclon | Zyklon Z47             | Parque Diversiones                                                                                               | Costa Rica                   | 1987                                                                 | nein            |
| Big Apple                                                                                                 | Big Apple MB28         | Botton’s Pleasure Beach                                                                                          | Vereinigtes Königreich       | 1987                                                                 | ja              |
| Looping                                                                                                   | Zyklon ZL42            | Feira Popular de Lisboa                                                                                          | Portugal                     | 1988                                                                 | nein            |
| Stampede Formerly Cyclone                                                                                 | Zyklon Z40             | Frontierland Family Theme Park Blackpool Pleasure Beach                                                          | Vereinigtes Königreich       | 1988 1974 bis 1987                                                   | nein            |
| Cyclone                                                                                                   | Zyklon Z40             | Genting Theme Park                                                                                               | Malaysia                     | 1988                                                                 | nein            |
| Unbekannt                                                                                                 | Unbekannt              | Wicksteed Park                                                                                                   | Vereinigtes Königreich       | 1988                                                                 | nein            |
| Zyclone                                                                                                   | Zyklon Z40             | EsselWorld | Indien                       | 1989                                                                 | ja              |
| Storm | RC40                   | Botton’s Pleasure Beach                                                                                          | Vereinigtes Königreich       | 1989                                                                 | nein            |
| Zyklon | Unbekannt              | Billing Aquadrome                                                                                                | Vereinigtes Königreich       | 1989                                                                 | nein            |
| Looping Star                                                                                              | Zyklon ZL42            | Great Yarmouth Pleasure Beach                                                                                    | Vereinigtes Königreich       | 1990                                                                 | nein            |
| Super Dragon                                                                                              | Super Dragon MD31      | Treasure Island Amusement Park                                                                                   | Vereinigtes Königreich       | 1990                                                                 | ja              |
| Big Apple                                                                                                 | Big Apple              | EsselWorld | Indien                       | 1990                                                                 | ja              |
| Superloopen                                                                                               | Zyklon ZL50            | Furuvik | Schweden                     | 1991                                                                 | nein            |
| Loop 2000                                                                                                 | Zyklon ZL42            | Superland | Israel                       | 1991                                                                 | nein            |
| Thunder Mountain                                                                                          | Zyklon Z40             | Flamingo Land | Vereinigtes Königreich       | 1991                                                                 | nein            |
| Zyklon | Zyklon Z47             | Magic Springs & Crystal Falls                                                                                    | Vereinigte Staaten           | 1992                                                                 | nein            |
| Roller Coaster                                                                                            | RC40                   | Wicksteed Park                                                                                                   | Vereinigtes Königreich       | 1992                                                                 | ja              |
| Montaña Rusa                                                                                              | RC50                   | Mundo Divertido                                                                                                  | Mexiko                       | 1993                                                                 | nein            |
| Montaña Rusa                                                                                              | Zyklon ZL42            | Mundo Divertido                                                                                                  | Mexiko                       | 1993                                                                 | nein            |
| Montanha Russa Formerly Big Mountain                                                                      | Zyklon Z40             | Play Kid | Brasilien                    | 1993                                                                 | ja              |
| Ortobruco Tour                                                                                            | Unbekannt              | Gardaland | Italien                      | 1993                                                                 | ja              |
| Diamon Python                                                                                             | Zyklon Z40             | Meribula’s Magic Mountain                                                                                        | Australien                   | 1994                                                                 | ja              |
| Looping Star                                                                                              | Zyklon ZL42            | Neverland Ranch                                                                                                  | Vereinigte Staaten           | 1995                                                                 | nein            |
| Sorcerer                                                                                                  | RC40                   | Camelot Theme Park                                                                                               | Vereinigtes Königreich       | 1995                                                                 | nein            |
| Mega Blitz                                                                                                | RC50                   | Coney Beach Pleasure Park                                                                                        | Vereinigtes Königreich       | 1996                                                                 | Noch im Bau     |
| Zyklon | Zyklon Z47             | Dinosaur Beach                                                                                                   | Vereinigte Staaten           | 1996                                                                 | nein            |
| Looping Thunder                                                                                           | Zyklon ZL42            | Oaks Amusement Park                                                                                              | Vereinigte Staaten           | 1996                                                                 | nein            |
| Looping Star                                                                                              | Zyklon ZL42            | Jolly Roger at the Pier                                                                                          | Vereinigte Staaten           | 1996                                                                 | ja              |
| Super 8er Bahn                                                                                            | FC80                   | Wiener Prater | Österreich                   | 1997                                                                 | nein            |
| Super Loop                                                                                                | Zyklon ZL50            | Izmir Fuari | Türkei                       | 1997                                                                 | ja              |
| Looping Star                                                                                              | Zyklon ZL42            | Mirabilandia | Brasilien                    | 1997                                                                 | nein            |
| Montanha Russa                                                                                            | Zyklon Z40             | American Park | Brasilien                    | 1997                                                                 | nein            |
| Chenille                                                                                                  | Big Apple MB28         | Nigloland | Frankreich                   | 1997                                                                 | ja              |
| Circus Clown                                                                                              | Circus Clown           | Oakwood Theme Park                                                                                               | Vereinigtes Königreich       | 1997                                                                 | ja              |
| Tornado                                                                                                   | RC70                   | M&Ds Scotland’s Theme Park                                                                                       | Vereinigtes Königreich       | 1998                                                                 | ja              |
| Montanha Russa                                                                                            | Zyklon Z47             | Walter World | Brasilien                    | 1998                                                                 | ja              |
| Firecracker Formerly Cyclone                                                                              | Zyklon Z47             | Jolly Roger Amusement Park Holiday World Geauga Lake                                                             | Vereinigte Staaten           | 1998 1981 bis 1997 1976 bis 1980                                     | nein            |
| Mini Dragon                                                                                               | Super Dragon MD31      | Funland Park | Vereinigtes Königreich       | 1998                                                                 | nein            |
| Big Apple Formerly Mini Apple                                                                             | Big Apple MB28         | Great Yarmouth Pleasure Beach Alton Towers                                                                       | Vereinigtes Königreich       | 1998 1982 bis 1997                                                   | ja              |
| Imorinth                                                                                                  | Big Apple              | Himeji Central Park                                                                                              | Japan                        | 1998                                                                 | ja              |
| Figure of Eight Tokaydo Express                                                                           | Super Train ST40       | Brean Theme Park Blackpool Pleasure Beach                                                                        | Vereinigtes Königreich       | 1998 1980 bis 1997                                                   | nein            |
| Looping Star                                                                                              | Zyklon ZL42            | Codona’s Amusement Park                                                                                          | Vereinigtes Königreich       | 1999                                                                 | ja              |
| Rollies Coaster                                                                                           | Zyklon Z40             | Morey’s Piers | Vereinigte Staaten           | 1999                                                                 | ja              |
| African Big Apple                                                                                         | Big Apple MB28         | West Midland Safari Park                                                                                         | Vereinigtes Königreich       | 1999                                                                 | ja              |
| Big Apple                                                                                                 | Big Apple MB28         | M&Ds Scotland’s Theme Park                                                                                       | Vereinigtes Königreich       | 1999                                                                 | ja              |
| Queen Bee                                                                                                 | Queen Bee AR28         | Center Norte | Argentinien                  | 1999                                                                 | nein            |
| Hurricane                                                                                                 | RC70                   | Center Norte | Argentinien                  | 2000                                                                 | nein            |
| RC-48 | RC48                   | Morey’s Piers | Vereinigte Staaten           | 2000                                                                 | nein            |
| Vildkatten                                                                                                | Zyklon ZL42            | Sommerland Sjælland                                                                                              | Dänemark                     | 2000                                                                 | ja              |
| Viper Formerly Big Dipper                                                                                 | Zyklon Z40             | Knowsley Safari Park Marvel’s Amusement Park                                                                     | Vereinigtes Königreich       | 2000 1973 bis 1999                                                   | nein            |
| Jubilé | Zyklon Z40             | Selva Mágica Plopsaland De Panne                                                                                 | Mexiko                       | 2000 1995 bis 2000                                                   | ja              |
| Äppelmasken                                                                                               | Big Apple MB28         | Ölands Djur & Nölespark                                                                                          | Schweden                     | 2000                                                                 | ja              |
| Unbekannt                                                                                                 | Big Apple MB28         | Wonder World Amusement Park                                                                                      | Uganda                       | 2000                                                                 | ja              |
| Família Expressz                                                                                          | Super Train ST40       | Holnemvolt Park                                                                                                  | Ungarn                       | 2000                                                                 | nein            |
| Dragen Formerly Caterpillar                                                                               | Super Dragon MD31      | Tivoli Friheden                                                                                                  | Dänemark                     | 2001                                                                 | ja              |
| Speedy Mouse Formerly Big Apple                                                                           | Big Apple MB28         | Barry’s Amusements                                                                                               | Vereinigtes Königreich       | 2001                                                                 | ja              |
| Rolo Coaster Formerly Big Dipper                                                                          | RC50                   | Jungle Land Barry’s Amusements                                                                                   | Saudi-Arabien                | 2002 1997 bis 2001                                                   | ja              |
| Barry’s Big Dipper                                                                                        | Zyklon ZL42            | Barry’s Amusements                                                                                               | Vereinigtes Königreich       | 2002                                                                 | ja              |
| Montaña Rusa                                                                                              | Zyklon ZL42            | Mundo Divertido                                                                                                  | Mexiko                       | 2002                                                                 | nein            |
| Roller Coaster                                                                                            | RC40                   | Nicolândia Center Park                                                                                           | Brasilien                    | 2002                                                                 | ja              |
| Minicoaster Apple                                                                                         | Big Apple MB28         | Nettuno Park | Italien                      | 2002                                                                 | ja              |
| Queen Bee                                                                                                 | Queen Bee AR28         | Botton’s Pleasure Beach                                                                                          | Vereinigtes Königreich       | 2002                                                                 | ja              |
| Tokaido                                                                                                   | Super Train ST40       | Luneur Park | Italien                      | 2002                                                                 | nein            |
| Zyklon Loop                                                                                               | Zyklon ZL42            | Star City | Philippinen                  | 2003                                                                 | nein            |
| Looping Star                                                                                              | Zyklon ZL42            | Xinghai Square                                                                                                   | Volksrepublik China          | 2003                                                                 | nein            |
| Looping Star                                                                                              | Zyklon ZL42            | Wonder Land | Ägypten                      | 2003                                                                 | ja              |
| Magic Loop                                                                                                | Zyklon ZL42            | Aventura Luna Park                                                                                               | Venezuela                    | 2003                                                                 | ja              |
| World Express                                                                                             | Zyklon ZL42            | Parque de Atracciones de Plaza Mayor                                                                             | Venezuela                    | 2003                                                                 | ja              |
| King | Zyklon Z40             | Nashville Valley Amusement Park                                                                                  | Vereinigte Staaten           | 2003                                                                 | nein            |
| Montanha Russa                                                                                            | Zyklon Z40             | Park Trombini | Brasilien                    | 2003                                                                 | ja              |
| Super Train                                                                                               | RC40                   | AltınPark Bursa                                                                                                  | Türkei                       | 2003                                                                 | ja              |
| Mighty Mini Mega                                                                                          | Mini Mega Coaster MM29 | Adventure Island                                                                                                 | Vereinigtes Königreich       | 2003                                                                 | ja              |
| Familienachterbahn                                                                                        | Super Dragon MD31      | Funny Park | Österreich                   | 2003                                                                 | nein            |
| Python | Mini Mega Coaster MM29 | Gulliver’s Milton Keynes                                                                                         | Vereinigtes Königreich       | 2003                                                                 | ja              |
| Miniera d’Oro Del West                                                                                    | Unbekannt              | Fiabilandia | Italien                      | 2003                                                                 | ja              |
| Tsunami                                                                                                   | Xpress XP48            | M&Ds Scotland’s Theme Park                                                                                       | Vereinigtes Königreich       | 2004                                                                 | nein            |
| Crazy Loop Formerly Shock Wave                                                                            | preZyklon TL59         | Brean Theme Park Pleasure Island Family Theme Park Flamingo Land                                                 | Vereinigtes Königreich       | 2004 1996 bis 2002 1986 bis 1995                                     | ja              |
| Pomme Formerly Chenille                                                                                   | Big Apple MB28         | Parc Les Poussins                                                                                                | Frankreich                   | 2004                                                                 | ja              |
| Log Roll'r Coaster                                                                                        | Circus Clown           | Yellowstone Bear World                                                                                           | Vereinigte Staaten           | 2004                                                                 | nein            |
| Roller Coaster                                                                                            | Zyklon ZL50            | Adlerkurort Metro Park                                                                                           | Russland                     | 2005                                                                 | ja              |
| Klondike Gold Mine                                                                                        | Zyklon ZL42            | Funland Amusement Park Drayton Manor                                                                             | Vereinigtes Königreich       | 2005 1995 bis 2004                                                   | nein            |
| Montaña Rusa Formerly Cyclon                                                                              | Zyklon ZL42            | VulQano Park Fantasilandia                                                                                       | Ecuador                      | 2005 1994 bis 2004                                                   | ja              |
| Z40 Roller Coaster                                                                                        | Zyklon Z40             | Tir Prince Family Funfair                                                                                        | Vereinigtes Königreich       | 2005                                                                 | nein            |
| El Bandido                                                                                                | Zyklon Z64             | Western Playland (Sunland Park, New Mexico) Western Playland (El Paso, Texas)                                    | Vereinigte Staaten           | 2006 1974 bis 2005                                                   | ja              |
| Thriller                                                                                                  | RC50                   | Leolandia EuroPark Milano Idroscalo                                                                              | Italien                      | 2006 Unbekannt                                                       | nein            |
| Looping Star Formerly Looping                                                                             | Zyklon ZL42            | Big Center Park Magic Park                                                                                       | Brasilien                    | 2006 1999 bis 2005                                                   | ja              |
| Looping Star                                                                                              | Zyklon ZL42            | Kunming International Convention & Exhibition Center                                                             | Volksrepublik China          | 2006                                                                 | nein            |
| Big Apple                                                                                                 | Big Apple MB28         | Flamingo Park | Vereinigtes Königreich       | 2006                                                                 | nein            |
| Elma Kurdu                                                                                                | Big Apple MB28         | Izmir Fuari | Türkei                       | 2006                                                                 | ja              |
| Bat Coaster                                                                                               | Xpress XP56            | Antibes Land Nigloland                                                                                           | Frankreich                   | 2007 2004 bis 2006                                                   | nein            |
| Star Flyer                                                                                                | Xpress XP56            | Star City | Philippinen                  | 2007                                                                 | ja              |
| Montanha Russa                                                                                            | Zyklon Z47             | Parque de Diversão Barilândia                                                                                    | Brasilien                    | 2007                                                                 | ja              |
| Looping Star                                                                                              | Zyklon ZL42            | Yuxi Park | Volksrepublik China          | 2007                                                                 | nein            |
| Hoola Loop                                                                                                | Zyklon ZL42            | EsselWorld | Indien                       | 2007                                                                 | ja              |
| Tokaido Formerly X Speed                                                                                  | Super Train ST40       | EuroPark Milano Idroscalo Movieland Park                                                                         | Italien                      | 2007 2003 bis 2006                                                   | nein            |
| Unbekannt                                                                                                 | Unbekannt              | Gorky Park | Russland                     | 2007                                                                 | nein            |
| Colossu’s Loop Formerly Looping Star                                                                      | Zyklon Z47L            | Nicolândia Center Park Park do Gorilão                                                                           | Brasilien                    | 2008 Unbekannt                                                       | ja              |
| Fami’stéric Formerly Sky Ways Roller Coaster Formerly Skytrax                                             | Zyklon Z47             | Fami P.A.R.C Pirat' Park Brean Theme Park                                                                        | Frankreich                   | 2008 2006 Unbekannt                                                  | nein            |
| City Coaster                                                                                              | Zyklon ZL42            | Beijing Carnival                                                                                                 | Volksrepublik China          | 2008                                                                 | nein            |
| Funlandasaurus Formerly Super Dragon                                                                      | Super Dragon MD31      | Funland Amusement Park Drayton Manor                                                                             | Vereinigtes Königreich       | 2008 1984 bis 2007                                                   | ja              |
| Crazy Caterpillar                                                                                         | Big Apple MB28         | Tir Prince Family Funfair                                                                                        | Vereinigtes Königreich       | 2008                                                                 | ja              |
| Xpress | Xpress XP56            | Tsitsinatela | Georgien                     | 2009                                                                 | ja              |
| Ali Baba Coaster                                                                                          | Zyklon Z47             | Gloria’s Fantasyland                                                                                             | Philippinen                  | 2009                                                                 | ja              |
| Looping Star                                                                                              | Zyklon ZL42            | Aden Park | Jemen                        | 2009                                                                 | ja              |
| Montaña Rusa                                                                                              | Super Dragon MD31      | Aventura Center (Las Condes) Aventura Center (La Florida)                                                        | Chile                        | 2009 Unbekannt                                                       | ja              |
| Cyclon | Zyklon Supersonic      | Odessa Amusement Park                                                                                            | Ukraine                      | 2010                                                                 | ja              |
| Montanha Russa                                                                                            | Zyklon Z47             | Parque Guaíba | Brasilien                    | 2011                                                                 | nein            |
| Caterpillar Formerly Big Apple Formerly Rattler                                                           | Big Apple MB28         | Billing Aquadrome Blackpool Pleasure Beach Frontierland Family Theme Park National Garden Festival               | Vereinigtes Königreich       | 2011 2003 bis 2004 1991 bis 1999 1990                                | nein            |
| Clown Coaster Formerly Circus Clown Formerly Nicky’s Circus                                               | Circus Clown           | Wicksteed Park Blackpool Pleasure Beach Harbour Park                                                             | Vereinigtes Königreich       | 2011 1989 bis 2008 Unknown                                           | ja              |
| Super Jet                                                                                                 | Zyklon Z64             | Parque Multirama Playcenter São Paulo                                                                            | Brasilien                    | 2012 1973 bis 1996                                                   | ja              |
| Loop Max Adrenaline Formerly Roller Coaster Formerly Gauntlet Formerly Looping Star                       | Zyklon ZL42            | Luna Park Sunny Beach Playground Varna Camelot Theme Park Dreamland Craig Tara Holiday Park                      | Bulgarien                    | 2012 2009 bis 2012 2001 bis 2006 1999 bis 2001 1987 bis 1999         | ja              |
| Roller Coaster                                                                                            | Zyklon Z40             | Edenlandia | Italien                      | 2012                                                                 | nein            |
| Super Dragon Formerly Montaña Rusa                                                                        | Super Dragon MD31      | Republica de los Niños Aventura Center                                                                           | Argentinien                  | 2012 1988 bis 2007                                                   | nein            |
| Big Apple                                                                                                 | Big Apple MB28         | West Sands Fun Fair                                                                                              | Vereinigtes Königreich       | 2012                                                                 | ja              |
| Sand Blaster Formerly Blue Diamond Streak Formerly Zyklon Formerly Sidewinder Formerly Super Italian Bobs | Zyklon Z64             | Boardwalk Amusements Blue Diamond Park DelGrosso’s Amusement Park Wild West World Legend City Adventureland Park | Vereinigte Staaten           | 2013 2004 bis 2007 1987 bis 2003 1984 bis 1986 1978 bis 1983 Unknown | Noch im Bau     |
| Dragon | Super Dragon MD31      | Bayrampaşa City Park                                                                                             | Türkei                       | 2013                                                                 | ja              |
| Wriggler Formerly Caterpillar Capers                                                                      | Big Apple MB28         | Gulliver’s Warrington Camelot Theme Park                                                                         | Vereinigtes Königreich       | 2013 1984 bis 2012                                                   | ja              |
| Apollo Coaster Formerly Montagnes du Grand Canyon                                                         | Zyklon Z64             | Kingoland OK Corral                                                                                              | Frankreich                   | 2014 2000 bis 2011                                                   | ja              |
| WildCat Formerly Zyklon Formerly Zyclone                                                                  | Zyklon Z47             | Santa’s Village AZoosment Park Fun Spot Morey’s Piers                                                            | Vereinigte Staaten           | 2014 1990 bis 2008 1988 bis 1989                                     | nein            |
| Loop Coaster Formerly Dream Liner                                                                         | Zyklon ZL42            | Sky Ranch Pampanga Carron Dream Park                                                                             | Philippinen                  | 2014 2012 bis 2014                                                   | ja              |
| Unbekannt Formerly Looping                                                                                | preZyklon TL59         | Family Fun Tivoli Karolinelund                                                                                   | Irak                         | 2015 Unbekannt                                                       | ja              |
| Looping Star                                                                                              | Zyklon ZL42            | Keansburg Amusement Park Sauble Beach Fun World Beech Bend                                                       | Vereinigte Staaten           | 2015 2011 2001 bis 2009                                              | ja              |
| Strom Formerly Roller Coaster                                                                             | RC40                   | Magic Park Land EuroPark Milano Idroscalo                                                                        | Frankreich                   | 2015 2006 bis 2014                                                   | ja              |
| Crazy Train                                                                                               | Mini Mega Coaster MM29 | Gulliver’s Warrington Codona’s Amusement Park                                                                    | Vereinigtes Königreich       | 2015 2003 bis 2014                                                   | ja              |
| Loop Roller Coaster Formerly Python                                                                       | Zyklon ZL42            | CJ Barrymore’s Family Entertainment Center Playland’s Castaway Cove                                              | Vereinigte Staaten           | 2016 1996 bis 2015                                                   | ja              |
| Superman Coaster                                                                                          | Zyklon ZL42            | Jawa Timur Park 1                                                                                                | Indonesien                   | 2016                                                                 | ja              |
| London City Coaster Formerly Grizzly Bear Formerly Cyclone                                                | Zyklon Z47             | Attractiepark Duinen Zathe Lightwater Valley Spanish City Amusement Park                                         | Niederlande                  | 2017 2004 bis 2008 1991 bis 2000                                     | ja              |
| Looping Formerly Grizzly Formerly Looping Dipper                                                          | Zyklon ZL42            | Southport Pleasureland Kongeparken Barry’s Amusements                                                            | Vereinigtes Königreich       | 2017 2004 1991 bis 1996                                              | ja              |
| Flight of the Giant Peach Formerly Space Coaster Formerly Express Formerly Cobra                          | RC40                   | Oakwood Theme Park M&Ds Scotland’s Theme Park                                                                    | Vereinigtes Königreich       | 2017 2006 bis 2015 2003 bis 2004 Unbekannt                           | ja              |
| Emerald Coaster Formerly Cat & Mouse Formerly Zyklon                                                      | Zyklon Z40             | Sam’s Fun City Ocean Beach Pleasure Park Harbour Park                                                            | Vereinigte Staaten           | 2018 2002 to 2016 1986 to 2001                                       | ja              |
| Unbekannt Formerly Big Ohhhh! Formerly Zyklon Formerly Thunderail                                         | Zyklon Z64             | Lakeside Amusement Park Fun Plex Saginaw County Fairgrounds Celebration City Hamel’s Park                        | Vereinigte Staaten           | 2018 2007 to 2017 2003 to 2006 2000 to 2001 1992 to 1999             | Noch im Bau     |
| Goulis | Big Apple MB28         | Foire Kermesse Mulhouse                                                                                          | Frankreich                   | unbekannt                                                            | ja              |
| Big Apple                                                                                                 | Big Apple MB28         | Foire Kermesse Mulhouse                                                                                          | Frankreich                   | unbekannt                                                            | ja              |